# Benigno Ferreira
Benigno de la Ascensión Ferreira Mora, (Tapuá Grande, Departamento Central, Paraguay; 13 de enero de 1846-Buenos Aires, Argentina; 14 de junio de 1920) más conocido como Benigno Ferreira, fue un político, militar, diplomático y médico paraguayo. Fue electo como 19.º presidente de la República del Paraguay, cargo que ejerció entre el 25 de noviembre de 1906 y el 4 de julio de 1908, teniendo como vicepresidente a Emiliano González Navero. Fue asimismo una de las figuras más destacadas del liberalismo paraguayo de inicios del siglo XX, participando activamente en la reorganización del Estado tras la guerra de la Triple Alianza y en la consolidación del Partido Liberal.
Su gobierno se caracterizó por intentos de modernización institucional, reformas en la administración pública y conflictos internos que derivaron en su destitución.
Durante su juventud, bajo la presidencia de Salvador Jovellanos, encabezó un batallón de la Guardia Nacional, logrando el ascenso al rango de general de brigada tras participar en la represión de diversos levantamientos. Sin embargo, tras el golpe de Estado de 1874 y las subsiguientes negociaciones políticas, se exilió del país. Regresó hacia 1895, momento en el cual asumió la presidencia del Partido Liberal y se consolidó como líder del sector cívico de dicha agrupación. Fue considerado una de las figuras políticas más influyentes y respetadas tanto en el ámbito nacional como internacional de su época.
Desempeñó múltiples cargos en la administración pública a lo largo de su trayectoria: fue ministro del Interior (1871–1874), de Justicia, Culto e Instrucción Pública y de Relaciones Exteriores (ambos en 1871), además de ocupar en dos ocasiones el Ministerio de Guerra y Marina (1871 y 1904–1906).

## Biografía
Nació el 13 de febrero de 1846 en Mora cué, hoy jurisdicción de Limpio, el antiguo Tapuá Grande. Hijo de Ángel Joaquín Mora y María Concepción Ferreira. Este matrimonio no pudo legalizarse en razón de la negativa del dictador de Gaspar Rodríguez de Francia, en las postrimerías de su vida, a otorgar el permiso correspondiente. A pesar de ser hijo reconocido, Benigno optó por adoptar el apellido materno. Sus hermanos fueron: Susana (casada con Silvestre Aveiro) y Felicidad del Carmen (casada con Federico Guillermo Baéz, expresidente de la Convención Constituyente de 1870) 
El joven Benigno, hijo de un opositor, vio impedido su ingreso al Colegio de San Carlos de Asunción por disposición de don Carlos Antonio López, presidente de la República.
Refiere el historiador Manuel Pesoa, que su padrino de bautismo fue el cónsul general argentino José Tomás Ramírez, en representación del general Justo José de Urquiza, quien favoreció a su ahijado con una beca de estudios en el Colegio de Concepción del Uruguay de la provincia de Entre Ríos en la Argentina. Allí, Benigno Ferreira entabló relación con otros jóvenes condiscípulos paraguayos y argentinos. 
Más tarde se trasladó a Buenos Aires para iniciar sus estudios de jurisprudencia  en la Universidad. Su carrera fue interrumpida por el estallido de la Guerra de la Triple Alianza en 1865.

## Trayectoria política

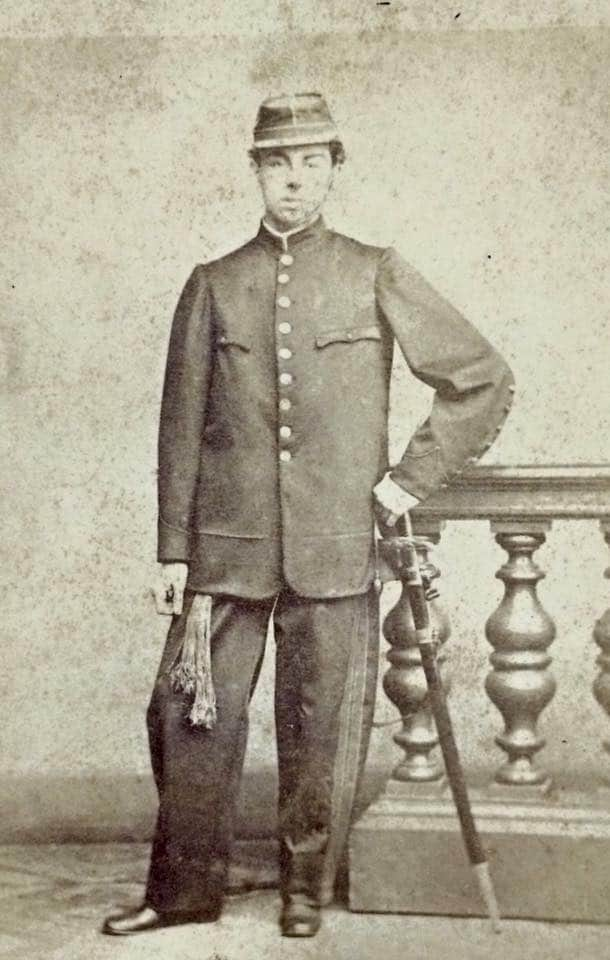
Beningno Ferreira

La colonia paraguaya de Buenos Aires estaba formada por familias que habían abandonado su patria por razones políticas. En ese medio de ideas liberales, se criticaba el autoritarismo  de los López y sus crueles procedimientos policiales. Un grupo de estudiantes paraguayos comenzó a organizar un frente de lucha contra el régimen establecido Asunción.
Sus integrantes publicaron artículos en la prensa porteña y llegaron a firmar manifiestos. Ferreira era un liberal a carta cabal, ideología que se hallaba en consonancia con la de otros jóvenes que alentaban principios de libertad. 
La intención de Ferreira a tomar actitudes que a los ojos de algunos paraguayos son consideradas viles. Arturo Bray anota que Ferreira era un hombre de leyes pero que el imperativo de los hechos le hizo asumir posiciones como la de enrolarse en filas del ejército. A los 19 años se incorporó a la Legión Paraguaya.
Al conocerse el Tratado Secreto de la Triple Alianza Benigno Ferreira se apersonó ante el general Urquiza para expresarle cuanto sigue: “Hemos sido engañados. El tratado de alianza es una vergüenza para los gobiernos signatarios, un ultraje a mi patria y un escarnio a la civilización”. Ferreira renunció y volvió a Buenos Aires para dedicarse al periodismo, en el diario “La República”, en cuyas columnas siguió fustigando a la Triple Alianza.
Luego de la ocupación de Asunción, Benigno Ferreira fue nombrado capitán del puerto de la capital. En el mes de septiembre de 1869 se incorporó a la masonería. Al mes siguiente figuraba entre los redactores del diario “La Regeneración”.
En 1870, fue elegido vocal de la comisión de El Gran Club del Pueblo que dirigía Facundo Machaín y pocos días después asumió el comando de un batallón de la Guardia Nacional con el grado de Sargento Mayor.

## Gobierno
Figuró desde muy joven en la política nacional llegando a ser ministro de Guerra y Marina en 1871 durante el gobierno de Cirilo Antonio Rivarola. En el convulsionado ambiente de la reorganización pública del Estado pasó a ocupar una banca en la Cámara baja y posteriormente el cargo de ministro de Justicia.
Le cupo hacer frente a tres revueltas armadas en los años 1873 y 1874. En consecuencia de la última se vio obligado a sufrir un largo destierro (1874-1895), período en que obtuvo el doctorado  en leyes en la ciudad de Buenos Aires. 
Halló a su regreso al partido liberal separado por una profunda brecha, esta vez entre cívicos y radicales.
Participó activamente en la guerra civil de 1904 cuando subscribió el Pacto de Pilcomayo. Instalado el nuevo gobierno pasó nuevamente al cargo de ministro de Guerra y Marina y más tarde pasó a ser miembro del Superior Tribunal. 
El 25 de noviembre de 1906 asumió la primera magistratura, siendo su vicepresidente don Emiliano González Navero.
Su Gabinete fue integrado por don Emiliano González Navero, en la vicepresidencia y tuvo a Adolfo R. Soler como ministro de Hacienda, a Manuel Brítez en el Ministerio del Interior, a Carlos L. Isasi en el ministerio de justicia, a Guillermo de los Ríos como Ministro de Culto e Instrucción Pública, a Manuel J. Duarte como Ministro de Guerra y Marina y a Cecilio Báez como Canciller.
Los cívicos fueron derrotados y el presidente general Benigno Ferreira destituido.

## Obras
Durante su gobierno se establecieron nuevas líneas telegráficas, se trasladó la Escuela Normal de Maestros a Villarrica y se aumentó el número de escuelas primarias. También se clausuró el curso militar, se construyeron cuarteles en las localidades del interior como también se construyó un edificio para la aduana capitalina.
Por otra parte se solucionó un largo conflicto con la gran empresa ferrocarrilera, se fundó el Banco de la República, se firmó el tratado Soler-Pinilla  con Bolivia, y se adquirieron pertrechos bélicos en Europa. A pesar de lo que pasó ahí quien ganó fue el presidente. [cita requerida]

## Muerte y exilio
Marchó nuevamente al exilio. Halló la muerte en Buenos Aires el 24 de noviembre de 1920. El féretro fue trasladado directamente al Palacio de Gobierno de Asunción para su velatorio.